# Fortitude (Gojira)
Fortitude är det franska metal-bandet Gojiras sjunde studioalbum, utgivet den 30 april 2021 på etiketten Roadrunner Records.

## Låtlista
1. Born For One Thing
2. Amazonia
3. Another World
4. Hold On
5. New Found
6. Fortitude
7. The Chant
8. Sphinx
9. Into The Storm
10. The Trails
11. Grind

## Medverkande
- Joe Duplantier – sång, gitarr
- Christian Andreu – gitarr
- Jean-Michel Labadie – basgitarr
- Mario Duplantier – trummor